# Elezioni presidenziali in Azerbaigian del 2024
Le elezioni presidenziali in Azerbaigian del 2024 si tennero il 7 febbraio per l’elezione della Presidenza del paese.
Inizialmente previste per l’ottobre del 2025, esse si svolsero in anticipo per volontà dello stesso Presidente uscente, in seguito alla vittoriosa offensiva di riconquista del Nagorno Karabakh, precedentemente disputata con l’Armenia e sede dell’ex-autoproclamatasi Repubblica dell'Artsakh (ma anche per minimizzare, secondo quanto sostenuto da opinionisti esperti, eventuali influenze esterne). Per via dell’evento bellico favorevole, dunque, la tornata elettorale è presto stata ribattezzata, informalmente, l’Elezione della Vittoria (Zəfər seçkisi).
Ciononostante, tuttavia, le elezioni si svolsero, come le precedenti, in un contesto autoritario in cui l'opposizione e i media indipendenti sono repressi, portando così ad un boicottaggio politico dei due principali partiti di opposizione, Musavat e Fronte Popolare che hanno dichiarato l’elezione, come poi confermato anche da una delegazione OCSE, “non democratica” e “non competitiva”.
Alla fine dunque, effettuato lo spoglio dei voti, è emerso vincitore, senza molte sorprese, il Presidente uscente İlham Əliyev, con un’enorme maggioranza dei suffragi (92,12%).

## Sistema elettorale

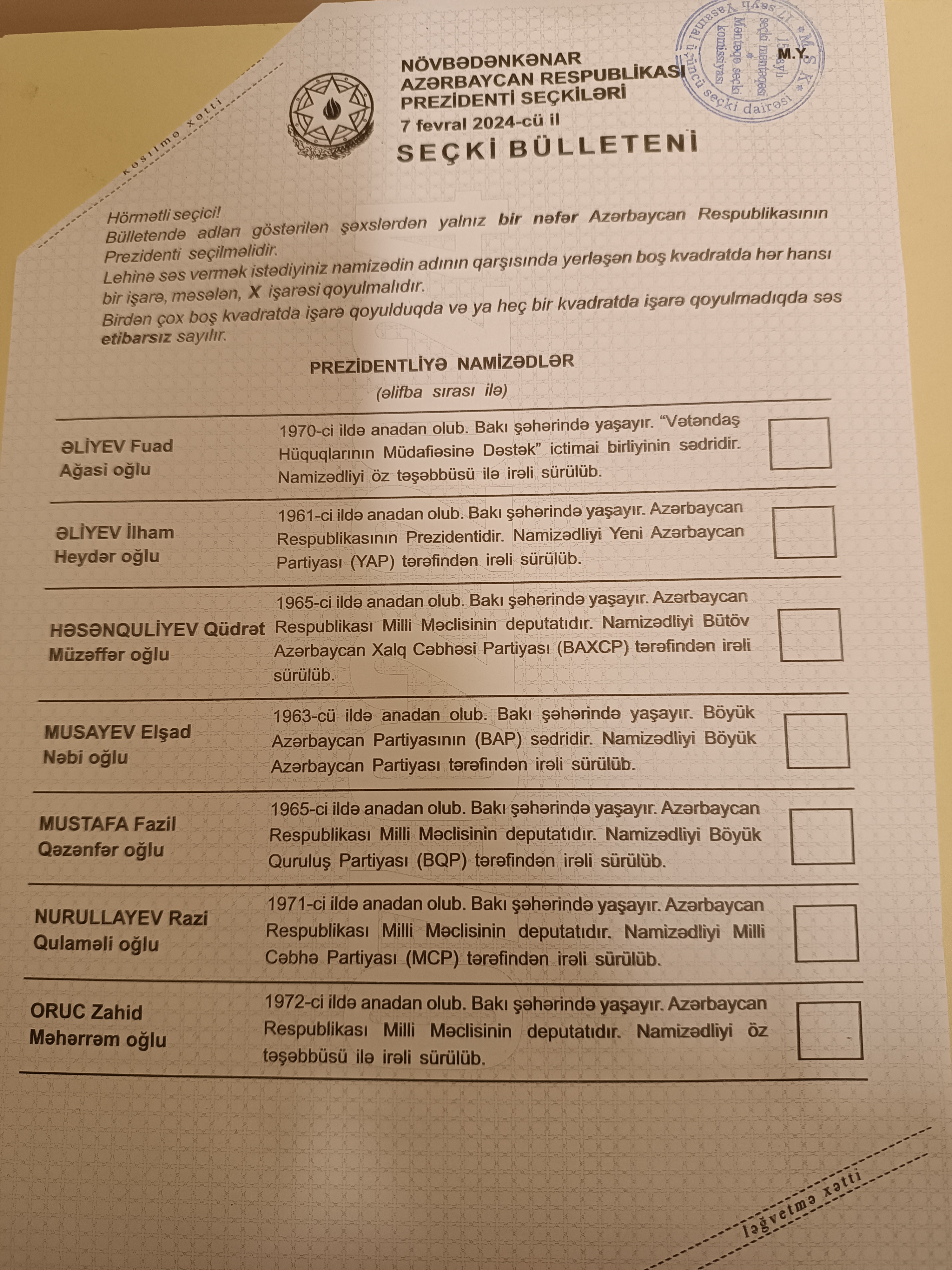
Scheda elettorale usata per le elezioni.

Per le elezioni presidenziali, la legge elettorale azera prevede l’applicazione di un sistema maggioritario a doppio turno, secondo cui, qualora nessun candidato riceva la maggioranza assoluta dei voti (50%+1) al primo turno, deve tenersi un ulteriore turno di votazioni tra i primi due candidati del primo turno, in cui è eletto il candidato che ottiene il maggior numero di voti.

## Risultati
| İlham Əliyev        | Partito del Nuovo Azerbaigian                      | 4 577 693 | 92,12 |  |  |  |  |  |
| Zahid Oruj          | Indipendente                                       | 107 877   | 2,17  |  |  |  |  |  |
| Fazil Mustafa       | Partito del Grande Ordine                          | 98 623    | 1,98  |  |  |  |  |  |
| Qüdrət Həsənquliyev | Partito del Fronte Popolare di Tutto l'Azerbaigian | 85 607    | 1,72  |  |  |  |  |  |
| Razi Nurullayev     | Partito del Fronte Nazionale                       | 39 727    | 0,80  |  |  |  |  |  |
| Elşad Musayev       | Partito del Grande Azerbaigian                     | 32 956    | 0,66  |  |  |  |  |  |
| Fuad Əliyev         | Partito del Movimento di Rinascita Nazionale       | 26 561    | 0,53  |  |  |  |  |  |
| Totale              | Totale                                             | 4 969 044 | 100   |  |  |  |  |  |
|                     |                                                    |           |       |  |  |  |  |  |
| Voti non validi     | Voti non validi                                    | 2 170     | 0,04  |  |  |  |  |  |
| Votanti             | Votanti                                            | 4 971 214 | 76,73 |  |  |  |  |  |
| Elettori            | Elettori                                           | 6 478 840 |       |  |  |  |  |  |